# Червона допомога
«Черво́на допомо́га» (нім. Rote Hilfe e.V.; скор. RH) — німецька ультраліва організація підтримки лівих в'язнів Німеччини із штаб-квартирою в Геттінгені. Федеральним відомством із захисту конституції Німеччини вважається лівоекстремістською організацією.
Організація заснована у 1975 році, хоча локальні групи підтримки, що називали себе «червоною допомогою» почали з'являтися ще наприкінці 1960-х років. Рух вважає себе наступницею «Червоної допомоги» часів Веймарської республіки.
Протягом 1970-х років рух особливо працював на підтримку ув'язнених терористів «Фракції Червоної армії» (нім. Rote Armee Fraktion — RAF), а кілька членів «Червоної допомоги» згодом приєдналися до RAF або інших терористичних угрупувань
Сьогодні організація витрачає велику частину свого бюджету на оплату судових витрат, штрафів та інших витрат лівих в'язнів. Організація також видає щоквартальний однойменний журнал, займається організацією заходів на підтримку в'язнів тощо.